# Zemplínske Kopčany
Zemplínske Kopčany é um município da Eslováquia, situado no distrito de Michalovce, na região de Košice. Tem 9,66 km² de área e sua população em 2018 foi estimada em 470 habitantes.

## Demografia
| Ano:        | 1994 | 2004   | 2014    | 2024    |
| ----------- | ---- | ------ | ------- | ------- |
| Broj ljudi: | 218  | 232    | 441     | 515     |
| Razlika:    |      | +6,42% | +90,08% | +16,78% |

| Ano:               | 2023 | 2024   |
| ------------------ | ---- | ------ |
| Número de pessoas: | 518  | 515    |
| Diferença:         |      | -0,57% |